# Графство Пирмонт
Графството Пирмонт (на немски: Grafschaft Pyrmont) е средновековно графство на Свещената Римска империя около днешния град Бад Пирмонт в Долна Саксония, от 12 век до 1848 г. Управлява се от графове и от 1807 г. от князе. От 1625 г. владетелите са от фамилията Дом Валдек.
Филип I фон Хайнсберг, архиепископ на Кьолн, строи през 1180 г. замък Пирмонт (Шеленбург) на река Емер за защита на границата на Херцогство Вестфалия, и го дава на графовете на Шваленберг. От този род през 1194 г. се отделят графовете на Пирмонт. Първият граф е Готшалк I (ок. 1171 – 1245), син на граф Витекинд II фон Шваленберг.
Графовете имат седалище от 1376 г. в Люгде. Те измират с Мориц II през 1494 г. Територията попада след това до 1557 г. на графовете на Шпигелберг. През 1625 г. графство Пирмонт отива на графовете на Валдек, които вземат титлата графове на Валдек-Пирмонт и от 1712 г. имперские князе цу Валдек-Пирмонт.
Графството има около 4500 жители ок. 1800 г. От 1807 г. се нарича Княжество Валдек-Пирмонт (Fürstentum Waldeck und Pyrmont).